# Хосе Рубия Барсия
Хосе Рубия Барсия (на испански: José Rubia Barcia) е испански литературен критик.
Роден е на 31 юли 1914 година в Мугардос, Галисия. Завършва филология в Гранадския университет. Участва в Гражданската война на страната на републиканското правителство.
След поражението на републиканците емигрира – първо във Франция, после в Куба, а накрая се установява в Съединените щати. Там преподава в Калифорнийския университет в Лос Анджелис. Работи главно в областта на съвременната испаноезична литература.
Хосе Рубия Барсия умира на 6 април 1997 година в Санта Моника.